# Genopaschia
Genopaschia är ett släkte av fjärilar. Genopaschia ingår i familjen mott.
Kladogram enligt Catalogue of Life:
| Genopaschia | \| \| Genopaschia irenealis \| \| \| \| \| \| Genopaschia protomis \| \| \| \| |
|             | \| \| Genopaschia irenealis \| \| \| \| \| \| Genopaschia protomis \| \| \| \| |
|             | Genopaschia irenealis                                                          |
|             |                                                                                |
|             | Genopaschia protomis                                                           |
|             |                                                                                |